# Parafia św. Antoniego w Ratajnie

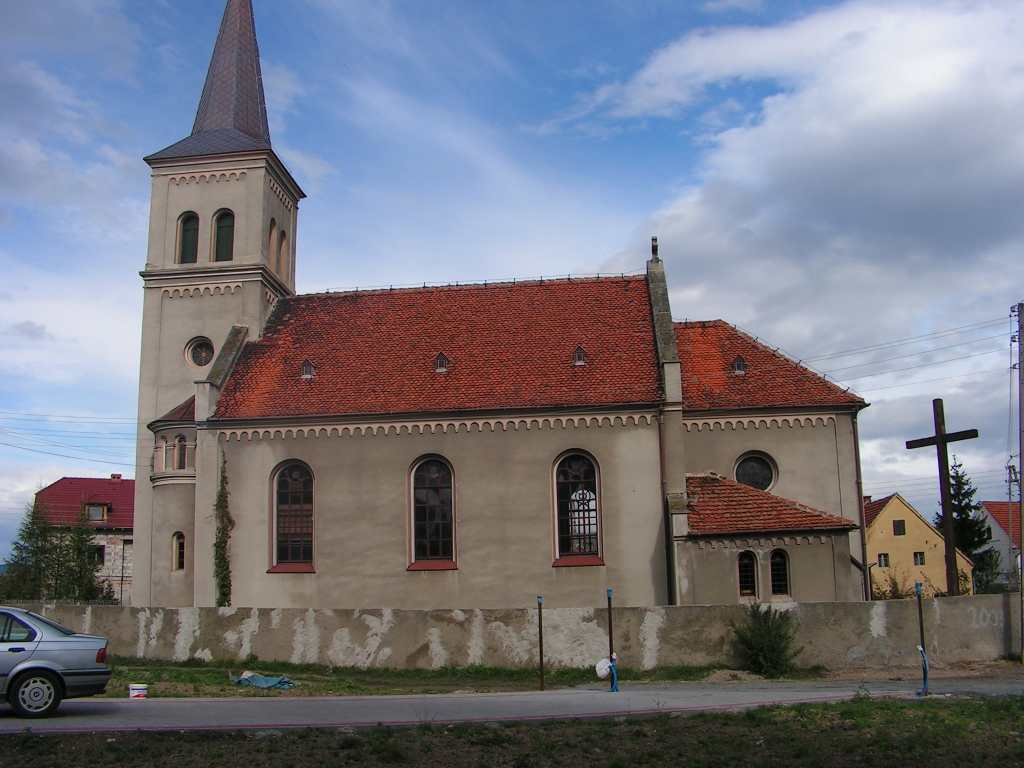
Kościół filialny w Sieniawce

Parafia św. Antoniego Padewskiego w Ratajnie - parafia rzymskokatolicka z siedzibą w Ratajnie, znajduje się w dekanacie piławskim w diecezji świdnickiej. Została erygowana w 1972 roku. Jej proboszczem jest ks. Mariusz Sajdak. Dawniej należała do dekanatu dzierżoniowskiego, a jeszcze wcześniej do archidiecezji wrocławskiej.

## Msze Święte
W tygodniu msze odprawiane są o godz. 18:00 (zimą o 17:00).
- w poniedziałki, wtorki, środy w Ratajnie (w soboty o 7:00)
- we czwartki w Ligocie Wlk.
- w piątki w Sieniawce

Msza św. niedzielna w Przystroniu jest odprawiana w soboty o 18:00 (zimą o 17:00)
- Ligota Wlk. i Sieniawka mają naprzemienne godziny, zmieniają się co 2 niedzielę lub święto – 8:00, 9:30
- Ratajno- 11:00